# عيش الغراب (فلم)
عيش الغراب  فيلم جريمة تشويق مصري من إنتاج سنة 1997. الفيلم من إخراج وتأليف سمير سيف، ومن إنتاج شركة بوب أرت فيلم، وبطولة نور الشريف، ويسرا، ومصطفى متولي، ومحمود قابيل، وعزت أبو عوف، وندى بسيوني. قصة الفيلم حول مصطفى الحارس الشخصي الذي يُصاب بصدمة كبيرة بعد وقوع حادث اغتيال الرئيس محمد أنور السادات، فينسحب من الحياة العامة ويستسلم للاكتئاب والإحباط والسكر، مما يجعل زوجته تتركه وتتزوج من شخص آخر. ولكن تضطر للجوء إليه مرة أخرى حينما تحدث مشكلة كبيرة لابنهما.

## القصة
مصطفى شرف الدين ضابط حراسة ضمن حرس الرئيس السادات، ولكن وقوع حادث المنصة، ومصرع الرئيس السادات، وإصابة مصطفى بطلق نارى، أصابه بالإحباط الشديد، وشعوره بالإهمال في عمله، فأدمن الخمر لينسى فشله، كما فشلت زوجته الدكتورة عزة المنصورى، التي تعمل بوزارة الخارجية، في إعادته لطبيعته وإقلاعه عن الخمر، فطلبت الطلاق وأخذت معها ابنتهما مريم.
الدكتورة عزة المنصورى، بعد طلاقها من مصطفى تعرفت على رجل الأعمال أكرم صبري وتزوجته، وبسبب اجتهادها في العمل بالخارجية، وإرتباطها برجل الأعمال النشيط أكرم صبري، فقد تم ترشيحها لمنصب مندوبة مصر الدائمة بالأمم المتحدة، وتستعد للسفر بعد يومين. أكرم صبري رجل أعمال يمتلك قرية سياحية في نويبع، ويزاول نشاطًا سياحيًا، وناشط في البورصة ظاهريًا، بينما كأن يعمل من الباطن في أعمال مشبوهة، منها تجارة السلاح، ويلازمه دائمًا حارسه الخاص جوليأنو، وأخيرًا إستطاع إستغلال تفكك الاتحاد السوفيتي، إلى دويلات وإشترى صفقة من البلوتونيوم المشع، بمبلغ مليون دولار، ويطمع في بيعها بخمسين دولار، لأحد الدول التي تشجع الإرهاب، أو حتى إلى الإرهابيين أنفسهم، ويخبأ البلوتونيوم في أحد كهوف سيناء القريبة من قريته السياحية، ووضع عليها حراسة مشددة من البدو، ووضع بالكهف بعض المخدرات، ليوهم الحراس أنهم يحرسون المخدرات.
ينتشر خبر الصفقة، فتسعى السلطات المصرية، لتكتم الامر والعمل في سرية تامة، لتحين الفرصة المناسبة للإستيلاء على البلوتونيوم، وذلك خوفًا من أنفجارهًا وتهديد المنطقة سياحيًا لعشرات السنين، بينما تعمل أحد الجهات الأجنبية، لشراء الشحنة، خوفًا من وقوعهًا في أيدى الإرهابيين، وبالطبع لم تبتعد إسرائيل عن الصفقة. تلجأ الجهة الأجنبية بقيادة البج بوس، لخطة لإجبار أكرم على بيع الشحنة لهم، بأن إنتحلوا صفة عاملين في محطة تليفزيون عربية، وتوجهوا لمنزل أكرم، لإجراء مقابلة مع د.عزة بمناسبة إختيارها لهذا المنصب الرفيع، وأثناء إجراء المقابلة، تمكن الفريق من تخدير ابنتها مريم، وإختطافها في سيارة التليفزيون، معتقدين أنها ابنة أكرم، وابلغت د.عزة البوليس، وعندما عاد أكرم، أبلغ البوليس أن البنت التي ركبت سيارة التليفزيون بالخطأ قد عادت، وذلك لأن المختطفين قد اتصلوا به، ولما وجدت د.عزة تقاعسوا من أكرم لإنقاذ إبنتها، اضطرت إلى اللجوء لوالدها مصطفى شرف الدين، الذي كأن غارقا في إدمأنه، ولكنه بعد شعوره بالخطر الذي يتهدد إبنته، قرر محاولة الإقلاع عن الخمر، ولجأ لصديقه القديم صول التعليم رضوأن، لمعاونته في استعادة إبنته وإعادة تأهيله بدنيا، وإستعادة قدرته على استخدام السلاح بدقة، بينما إتصل البج بوس بالدكتوره عزة لتقنع زوجها بالبيع لهم، فأخبرتهم بأن مريم ليست إبنته. استعأن مصطفى شرف بزميله القديم الضابط حسام الذي ترك الخدمة، وإفتتح شركة أمن خاصة، ويورد الحراسات لقرية أكرم، وذلك ليتحرى له عن أي نشاط مشبوه خفي لأكرم، ولم يجد شيئًا مريبًا، ولكنه اخبره أن مساعدة أكرم جاكي، تحمل بعض الطعام والذخيرة وتدخل بهم للصحراء، فراقبها مصطفى حتى قادته إلى الكهف المخبأ به الشحنة، وبنظارته المكبرة، شاهد مصطفى المخدرات مع الحرس، فذهب إلى د.عزة وأخبرها أن أكرم يتاجر في المخدرات، ولكنها لم تقتنع بما وصل إليه، ولكن اللواء حلمي عبد الحافظ مساعد الوزير لأمن الدولة، جمع مصطفى ود.عزة عندما لاحظ نشاطهم حول الشحنة، فأخبرهم أنها بلوتونيوم مشع، وأنهم مسيطرين على الوضع، وطلب منهم التريث والابتعاد حتى لايتفاقم الأمر.
وإجتمع البج بوس مع أكرم في حضور د.عزة ووافق أكرم على بيع الصفقة لهم، وحدد اللقاء بعد يومين، على أن يحضرون مريم معهم، ويتم عندها مناقشة السعر، وقامت د.عزة بإخبار مصطفى بالإتفاق، ولم يصدق مصطفى أن أكرم سيفي بوعده، وأن البج بوس ليس حمار ولن يصدق أكرم، وقرر مصطفى العمل بنفسه، وطلب سلاح وقنابل دخأن من الضابط حسام، وإصطحب الصول رضوأن، وهاجم الكهف وقتل حراسه، وإستولى على الشحنة، وعندما تقابل البج مع أكرم، طلب الأخير خمسين مليون دولار وصمم على هذا المبلغ الكبير، ولكن مصطفى اخبر د.عزة أن البلوتونيوم معه، والاتفاق أصبح معه هو ليستعيد إبنته، فأخبرت البج بالوضع الجديد، واسقط في يد أكرم، الذي طالب بمبلغ عشرون مليون دولار ثمنًا لسكوته، ولكن البج عرض مليون واحد فقط، وحدد مصطفى قلعة صلاح الدين بجزيرة فرعون، مكأنًا لتبادل الشحنة بمريم، وحضر البوليس مراقبًا من بعيد، وتم تبادل الشحنة مع مريم، ولكن جوليأنو حارس أكرم، الذي اكتشفوا أنه إسرائيلي خطف مريم ليحتمي بها، وأطلق النار على رضوأن الذي كأن ينتظر في لنش مع الشحنة، واستقل اللنش للهرب إلى إسرائيل، ولكن مصطفى تعقبه وأطلق على جبهته الرصاص فقتله، وتمكن رضوأن من تحويل دفة اللنش، قبل أن يلفظ أنفاسه الاخيرة، حتى يتمكن مصطفى من الوصول إلى اللنش المنطلق، وتم القبض على أكرم، وطلبت د. عزة الطلاق، وسافرت مع ابنتها إلى أمريكا، وطلبت من زوجها السابق مصطفى، أن يلحق بهم بعد أن عاد الوئام بينهما، بسبب إقلاع مصطفى عن الخمر وإستعادته ثقته بنفسه.

## طاقم التمثيل

### الشخصيات الرئيسية
- نور الشريف بدور مصطفى شرف الدين
- يسرا بدور عزة المنصوري
- مصطفى متولي بدور  رضوان
- محمود قابيل بدور البج بوس
- عزت أبو عوف بدور أكرم صبري
- ندى بسيوني  بدور إيناس
- عزت المشد بدور حلمي عبد الحافظ
- عمرو مهدي بدور جوليانو
- سابينا بدور جاكي
- ياسر شلبي
- حسين منير

### الشخصيات الثانوية
- أشرف صلاح
- أحمد فؤاد
- جمال شاهين
- بهجت السمري
- نيروز هاني
- عصام مصطفى متولي

## وصلات خارجية
- عيش الغراب على موقع IMDb (الإنجليزية)
- عيش الغراب على موقع الدهليز
- عيش الغراب على موقع قاعدة بيانات الأفلام العربية
- عيش الغراب على موقع قاعدة بيانات الفيلم (الإنجليزية)
- عيش الغراب على موقع ليتربوكسد (الإنجليزية)